# Alice Bridges
Alice W. Bridges (po mężu Roche, ur. 19 lipca 1916 w Waterville, zm. 5 maja 2011 w Carlisle) – amerykańska pływaczka, brązowa medalistka igrzysk olimpijskich w Berlinie 1936 na 100 m stylem grzbietowym.